# Eleições europeias de 2014 em Braga

## Resultados Oficiais
| Partido                 | Partido                               | Votos   | %               | +/-   |
| ----------------------- | ------------------------------------- | ------- | --------------- | ----- |
|                         | Partido Socialista                    | 17 985  | 30,18 / 100,00  | 2,94  |
|                         | Aliança Portugal                      | 17 899  | 30,03 / 100,00  | 10,06 |
|                         | Coligação Democrática Unitária        | 6 785   | 11,38 / 100,00  | 2,07  |
|                         | Partido da Terra                      | 4 755   | 7,98 / 100,00   | 7,54  |
|                         | Bloco de Esquerda                     | 2 788   | 4,68 / 100,00   | 7,74  |
|                         | LIVRE/Tempo de Avançar                | 1 366   | 2,29 / 100,00   | Novo  |
|                         | PCTP/MRPP                             | 1 051   | 1,76 / 100,00   | 0,69  |
|                         | Partido pelos Animais e pela Natureza | 753     | 1,26 / 100,00   | Novo  |
|                         | Outros                                | 1 887   | 3,16 / 100,00   |       |
| Votos Inválidos         | Votos Inválidos                       | 4 332   | 7,27 / 100,00   | 1,36  |
| Total                   | Total                                 | 59 601  | 100,00 / 100,00 |       |
| Eleitorado/Participação | Eleitorado/Participação               | 159 745 | 37,31 / 100,00  | 5,72  |
| Fonte                   | Fonte                                 | [ 1 ]   | [ 1 ]           | [ 1 ] |

## Resultados por Freguesia
Os resultados seguintes referem-se aos partidos que obtiveram mais de 1,00% dos votos:
| Freguesia                                          | %     | %     | %     | %     | %    | %    | %    | %    | Votantes |
| Freguesia                                          | PS    | AP    | CDU   | MPT   | BE   | L    | PCTP | PAN  | Votantes |
| -------------------------------------------------- | ----- | ----- | ----- | ----- | ---- | ---- | ---- | ---- | -------- |
| Adaúfe                                             | 33,71 | 31,97 | 10,89 | 5,31  | 3,31 | 1,39 | 1,74 | 1,31 | 1 148    |
| Arentim e Cunha                                    | 38,99 | 29,42 | 7,39  | 6,38  | 2,46 | 1,88 | 2,17 | 0,87 | 690      |
| Braga (Maximinos, Sé e Cividade)                   | 30,10 | 26,33 | 13,99 | 8,84  | 4,70 | 2,33 | 2,23 | 1,58 | 5 059    |
| Braga (São José de São Lázaro e São João do Souto) | 28,19 | 32,31 | 11,45 | 8,52  | 5,59 | 2,56 | 1,52 | 1,11 | 5 116    |
| Braga (São Vicente)                                | 27,85 | 27,48 | 14,31 | 8,62  | 5,55 | 2,53 | 1,68 | 1,39 | 4 039    |
| Braga (São Victor)                                 | 26,91 | 29,88 | 13,04 | 8,62  | 5,64 | 3,59 | 1,54 | 1,48 | 8 338    |
| Cabreiros e Passos (São Julião)                    | 33,29 | 40,24 | 5,12  | 4,76  | 2,80 | 0,49 | 1,95 | 0,73 | 820      |
| Celeirós, Aveleda e Vimieiro                       | 35,27 | 28,25 | 9,53  | 5,90  | 3,95 | 1,39 | 2,00 | 1,16 | 2 152    |
| Crespos e Pousada                                  | 35,48 | 37,55 | 7,05  | 5,19  | 3,32 | 1,04 | 1,45 | 0,62 | 482      |
| Escudeiros e Penso (Santo Estêvão e São Vicente)   | 30,15 | 34,52 | 5,35  | 8,27  | 3,08 | 1,46 | 2,27 | 1,62 | 617      |
| Espinho                                            | 34,00 | 34,00 | 8,22  | 5,56  | 2,89 | 1,11 | 0,67 | 0,89 | 450      |
| Esporões                                           | 29,59 | 37,03 | 7,12  | 4,27  | 5,38 | 1,27 | 1,58 | 0,95 | 632      |
| Este (São Pedro e São Mamede)                      | 32,91 | 32,62 | 8,45  | 6,67  | 4,08 | 1,19 | 1,63 | 0,67 | 1 349    |
| Ferreiros e Gondizalves                            | 32,66 | 27,22 | 12,07 | 7,65  | 4,49 | 2,03 | 2,14 | 0,88 | 2 851    |
| Figueiredo                                         | 36,32 | 38,73 | 3,94  | 5,91  | 2,63 | 0,88 | 2,19 | 0,22 | 457      |
| Gualtar                                            | 32,23 | 30,53 | 8,99  | 8,26  | 4,18 | 2,94 | 1,24 | 0,98 | 1 936    |
| Guisande e Oliveira (São Pedro)                    | 30,09 | 32,94 | 7,35  | 8,29  | 4,03 | 4,03 | 1,90 | 2,13 | 422      |
| Lamas                                              | 28,62 | 41,16 | 6,75  | 6,75  | 1,93 | 0,64 | 0,64 | 0,64 | 311      |
| Lomar e Arcos                                      | 32,17 | 29,08 | 11,69 | 8,07  | 4,35 | 1,50 | 1,84 | 0,97 | 2 070    |
| Merelim (São Paio), Panoias e Parada de Tibães     | 32,10 | 23,08 | 19,07 | 6,23  | 3,31 | 1,84 | 2,29 | 1,40 | 1 573    |
| Merelim (São Pedro) e Frossos                      | 30,89 | 26,73 | 11,43 | 8,86  | 4,92 | 1,25 | 1,80 | 1,39 | 1 444    |
| Mire de Tibães                                     | 35,41 | 27,96 | 10,62 | 6,72  | 4,52 | 1,47 | 2,08 | 0,98 | 819      |
| Morreira e Trandeiras                              | 28,81 | 41,37 | 4,86  | 7,37  | 3,02 | 1,34 | 1,34 | 0,67 | 597      |
| Nogueira, Fraião e Lamaçães                        | 25,21 | 31,65 | 10,30 | 9,64  | 5,78 | 2,88 | 1,50 | 1,34 | 4 863    |
| Nogueiró e Tenões                                  | 28,62 | 30,41 | 11,99 | 10,20 | 4,65 | 4,29 | 0,72 | 1,25 | 1 118    |
| Padim da Graça                                     | 40,07 | 31,92 | 10,42 | 5,05  | 2,44 | 0,81 | 1,47 | 1,14 | 614      |
| Palmeira                                           | 31,40 | 29,58 | 9,33  | 8,50  | 4,42 | 2,15 | 2,10 | 1,32 | 1 812    |
| Pedralva                                           | 34,93 | 38,93 | 6,13  | 2,40  | 2,40 | 1,60 | 1,87 | 1,07 | 375      |
| Priscos                                            | 26,23 | 41,60 | 6,56  | 6,15  | 3,69 | 1,64 | 1,43 | 1,43 | 488      |
| Real, Dume e Semelhe                               | 30,52 | 24,04 | 14,54 | 8,62  | 5,38 | 1,97 | 2,65 | 1,80 | 3 548    |
| Ruilhe                                             | 28,89 | 28,89 | 11,56 | 12,44 | 2,00 | 1,33 | 1,11 | 2,22 | 450      |
| Santa Lucrécia de Algeriz e Navarra                | 36,66 | 25,61 | 8,63  | 5,93  | 5,12 | 2,16 | 2,43 | 0,54 | 371      |
| Sequeira                                           | 30,15 | 34,38 | 8,73  | 6,68  | 3,96 | 1,91 | 1,64 | 1,36 | 733      |
| Sobreposta                                         | 25,19 | 44,27 | 6,36  | 8,91  | 2,54 | 1,78 | 0,51 | 0,51 | 393      |
| Tadim                                              | 37,19 | 24,88 | 10,10 | 5,17  | 4,43 | 1,97 | 1,72 | 1,23 | 406      |
| Tebosa                                             | 38,08 | 31,94 | 9,34  | 7,86  | 1,72 | 0,49 | 0,74 | 1,23 | 407      |
| Vilaça e Fradelos                                  | 32,41 | 38,56 | 5,84  | 5,38  | 3,07 | 2,00 | 1,54 | 0,61 | 651      |
| Braga                                              | 30,18 | 30,03 | 11,38 | 7,98  | 4,68 | 2,29 | 1,76 | 1,26 | 59 601   |

#### Adaúfe
| Partido                 | Partido                               | Votos | %               | +/-  |
| ----------------------- | ------------------------------------- | ----- | --------------- | ---- |
|                         | Partido Socialista                    | 387   | 33,71 / 100,00  | 0,67 |
|                         | Aliança Portugal                      | 367   | 31,97 / 100,00  | 6,01 |
|                         | Coligação Democrática Unitária        | 125   | 10,89 / 100,00  | 3,76 |
|                         | Partido da Terra                      | 61    | 5,31 / 100,00   | 4,76 |
|                         | Bloco de Esquerda                     | 38    | 3,31 / 100,00   | 6,24 |
|                         | PCTP/MRPP                             | 20    | 1,74 / 100,00   | 0,72 |
|                         | LIVRE/Tempo de Avançar                | 16    | 1,39 / 100,00   | Novo |
|                         | Partido pelos Animais e pela Natureza | 15    | 1,31 / 100,00   | Novo |
|                         | Outros                                | 43    | 3,73 / 100,00   |      |
| Votos Inválidos         | Votos Inválidos                       | 76    | 6,62 / 100,00   | 1,22 |
| Total                   | Total                                 | 1 148 | 100,00 / 100,00 |      |
| Eleitorado/Participação | Eleitorado/Participação               | 3 738 | 30,71 / 100,00  | 2,82 |

#### Arentim e Cunha
| Partido                 | Partido                        | Votos | %               |
| ----------------------- | ------------------------------ | ----- | --------------- |
|                         | Partido Socialista             | 269   | 38,99 / 100,00  |
|                         | Aliança Portugal               | 203   | 29,42 / 100,00  |
|                         | Coligação Democrática Unitária | 51    | 7,39 / 100,00   |
|                         | Partido da Terra               | 44    | 6,38 / 100,00   |
|                         | Bloco de Esquerda              | 17    | 2,46 / 100,00   |
|                         | PCTP/MRPP                      | 15    | 2,17 / 100,00   |
|                         | LIVRE/Tempo de Avançar         | 13    | 1,88 / 100,00   |
|                         | Partido Trabalhista Português  | 8     | 1,16 / 100,00   |
|                         | Partido da Nova Democracia     | 7     | 1,01 / 100,00   |
|                         | Outros                         | 19    | 2,74 / 100,00   |
| Votos Inválidos         | Votos Inválidos                | 44    | 6,38 / 100,00   |
| Total                   | Total                          | 690   | 100,00 / 100,00 |
| Eleitorado/Participação | Eleitorado/Participação        | 1 394 | 49,50 / 100,00  |

#### Braga (Maximinos, Sé e Cividade)
| Partido                 | Partido                               | Votos  | %               |
| ----------------------- | ------------------------------------- | ------ | --------------- |
|                         | Partido Socialista                    | 1 523  | 30,10 / 100,00  |
|                         | Aliança Portugal                      | 1 332  | 26,33 / 100,00  |
|                         | Coligação Democrática Unitária        | 708    | 13,99 / 100,00  |
|                         | Partido da Terra                      | 447    | 8,84 / 100,00   |
|                         | Bloco de Esquerda                     | 238    | 4,70 / 100,00   |
|                         | LIVRE/Tempo de Avançar                | 118    | 2,33 / 100,00   |
|                         | PCTP/MRPP                             | 113    | 2,23 / 100,00   |
|                         | Partido pelos Animais e pela Natureza | 80     | 1,58 / 100,00   |
|                         | Outros                                | 155    | 3,07 / 100,00   |
| Votos Inválidos         | Votos Inválidos                       | 345    | 6,82 / 100,00   |
| Total                   | Total                                 | 5 059  | 100,00 / 100,00 |
| Eleitorado/Participação | Eleitorado/Participação               | 13 378 | 37,82 / 100,00  |

#### Braga (São José de São Lázaro e São João do Souto)
| Partido                 | Partido                               | Votos  | %               |
| ----------------------- | ------------------------------------- | ------ | --------------- |
|                         | Aliança Portugal                      | 1 653  | 32,31 / 100,00  |
|                         | Partido Socialista                    | 1 442  | 28,19 / 100,00  |
|                         | Coligação Democrática Unitária        | 586    | 11,45 / 100,00  |
|                         | Partido da Terra                      | 436    | 8,52 / 100,00   |
|                         | Bloco de Esquerda                     | 286    | 5,59 / 100,00   |
|                         | LIVRE/Tempo de Avançar                | 131    | 2,56 / 100,00   |
|                         | PCTP/MRPP                             | 78     | 1,52 / 100,00   |
|                         | Partido pelos Animais e pela Natureza | 57     | 1,11 / 100,00   |
|                         | Outros                                | 171    | 3,35 / 100,00   |
| Votos Inválidos         | Votos Inválidos                       | 276    | 5,40 / 100,00   |
| Total                   | Total                                 | 5 116  | 100,00 / 100,00 |
| Eleitorado/Participação | Eleitorado/Participação               | 12 976 | 39,43 / 100,00  |

#### Braga (São Vicente)
| Partido                 | Partido                               | Votos  | %               | +/-   |
| ----------------------- | ------------------------------------- | ------ | --------------- | ----- |
|                         | Partido Socialista                    | 1 125  | 27,85 / 100,00  | 3,54  |
|                         | Aliança Portugal                      | 1 110  | 27,48 / 100,00  | 11,32 |
|                         | Coligação Democrática Unitária        | 578    | 14,31 / 100,00  | 3,66  |
|                         | Partido da Terra                      | 348    | 8,62 / 100,00   | 8,21  |
|                         | Bloco de Esquerda                     | 224    | 5,55 / 100,00   | 10,02 |
|                         | LIVRE/Tempo de Avançar                | 102    | 2,53 / 100,00   | Novo  |
|                         | PCTP/MRPP                             | 68     | 1,68 / 100,00   | 0,51  |
|                         | Partido pelos Animais e pela Natureza | 56     | 1,39 / 100,00   | Novo  |
|                         | Outros                                | 110    | 2,73 / 100,00   |       |
| Votos Inválidos         | Votos Inválidos                       | 318    | 7,88 / 100,00   | 2,22  |
| Total                   | Total                                 | 4 039  | 100,00 / 100,00 |       |
| Eleitorado/Participação | Eleitorado/Participação               | 10 998 | 36,72 / 100,00  | 4,96  |

#### Braga (São Victor)
| Partido                 | Partido                               | Votos  | %               | +/-   |
| ----------------------- | ------------------------------------- | ------ | --------------- | ----- |
|                         | Aliança Portugal                      | 2 491  | 29,88 / 100,00  | 11,67 |
|                         | Partido Socialista                    | 2 244  | 26,91 / 100,00  | 4,68  |
|                         | Coligação Democrática Unitária        | 1 087  | 13,04 / 100,00  | 3,11  |
|                         | Partido da Terra                      | 719    | 8,62 / 100,00   | 8,15  |
|                         | Bloco de Esquerda                     | 470    | 5,64 / 100,00   | 9,76  |
|                         | LIVRE/Tempo de Avançar                | 299    | 3,59 / 100,00   | Novo  |
|                         | PCTP/MRPP                             | 128    | 1,54 / 100,00   | 0,60  |
|                         | Partido pelos Animais e pela Natureza | 123    | 1,48 / 100,00   | Novo  |
|                         | Outros                                | 220    | 2,65 / 100,00   |       |
| Votos Inválidos         | Votos Inválidos                       | 557    | 6,68 / 100,00   | 1,03  |
| Total                   | Total                                 | 8 338  | 100,00 / 100,00 |       |
| Eleitorado/Participação | Eleitorado/Participação               | 24 133 | 34,55 / 100,00  | 5,27  |

#### Cabreiros e Passos São Julião
| Partido                 | Partido                        | Votos | %               |
| ----------------------- | ------------------------------ | ----- | --------------- |
|                         | Aliança Portugal               | 330   | 40,24 / 100,00  |
|                         | Partido Socialista             | 273   | 33,29 / 100,00  |
|                         | Coligação Democrática Unitária | 42    | 5,12 / 100,00   |
|                         | Partido da Terra               | 39    | 4,76 / 100,00   |
|                         | Bloco de Esquerda              | 23    | 2,80 / 100,00   |
|                         | PCTP/MRPP                      | 16    | 1,95 / 100,00   |
|                         | Outros                         | 32    | 3,91 / 100,00   |
| Votos Inválidos         | Votos Inválidos                | 65    | 7,93 / 100,00   |
| Total                   | Total                          | 820   | 100,00 / 100,00 |
| Eleitorado/Participação | Eleitorado/Participação        | 2 109 | 38,88 / 100,00  |

#### Celeirós, Aveleda e Vimieiro
| Partido                 | Partido                               | Votos | %               |
| ----------------------- | ------------------------------------- | ----- | --------------- |
|                         | Partido Socialista                    | 759   | 35,27 / 100,00  |
|                         | Aliança Portugal                      | 608   | 28,25 / 100,00  |
|                         | Coligação Democrática Unitária        | 205   | 9,53 / 100,00   |
|                         | Partido da Terra                      | 127   | 5,90 / 100,00   |
|                         | Bloco de Esquerda                     | 85    | 3,95 / 100,00   |
|                         | PCTP/MRPP                             | 43    | 2,00 / 100,00   |
|                         | LIVRE/Tempo de Avançar                | 30    | 1,39 / 100,00   |
|                         | Partido pelos Animais e pela Natureza | 25    | 1,16 / 100,00   |
|                         | Outros                                | 86    | 3,99 / 100,00   |
| Votos Inválidos         | Votos Inválidos                       | 184   | 10,55 / 100,00  |
| Total                   | Total                                 | 2 152 | 100,00 / 100,00 |
| Eleitorado/Participação | Eleitorado/Participação               | 5 893 | 36,52 / 100,00  |

#### Crespos e Pousada
| Partido                 | Partido                        | Votos | %               |
| ----------------------- | ------------------------------ | ----- | --------------- |
|                         | Aliança Portugal               | 181   | 37,55 / 100,00  |
|                         | Partido Socialista             | 171   | 35,48 / 100,00  |
|                         | Coligação Democrática Unitária | 34    | 7,05 / 100,00   |
|                         | Partido da Terra               | 25    | 5,19 / 100,00   |
|                         | Bloco de Esquerda              | 16    | 3,32 / 100,00   |
|                         | PCTP/MRPP                      | 7     | 1,45 / 100,00   |
|                         | LIVRE/Tempo de Avançar         | 5     | 1,04 / 100,00   |
|                         | Outros                         | 16    | 3,31 / 100,00   |
| Votos Inválidos         | Votos Inválidos                | 27    | 5,60 / 100,00   |
| Total                   | Total                          | 482   | 100,00 / 100,00 |
| Eleitorado/Participação | Eleitorado/Participação        | 1 325 | 36,38 / 100,00  |

#### Escudeiros e Penso
| Partido                 | Partido                               | Votos | %               |
| ----------------------- | ------------------------------------- | ----- | --------------- |
|                         | Aliança Portugal                      | 213   | 34,52 / 100,00  |
|                         | Partido Socialista                    | 186   | 30,15 / 100,00  |
|                         | Partido da Terra                      | 51    | 8,27 / 100,00   |
|                         | Coligação Democrática Unitária        | 33    | 5,35 / 100,00   |
|                         | Bloco de Esquerda                     | 19    | 3,08 / 100,00   |
|                         | PCTP/MRPP                             | 14    | 2,27 / 100,00   |
|                         | Partido pelos Animais e pela Natureza | 10    | 1,62 / 100,00   |
|                         | LIVRE/Tempo de Avançar                | 9     | 1,46 / 100,00   |
|                         | Partido Trabalhista Português         | 8     | 1,30 / 100,00   |
|                         | Outros                                | 14    | 2,26 / 100,00   |
| Votos Inválidos         | Votos Inválidos                       | 60    | 9,73 / 100,00   |
| Total                   | Total                                 | 617   | 100,00 / 100,00 |
| Eleitorado/Participação | Eleitorado/Participação               | 1 713 | 36,02 / 100,00  |

#### Espinho
| Partido                 | Partido                        | Votos | %               | +/-  |
| ----------------------- | ------------------------------ | ----- | --------------- | ---- |
|                         | Partido Socialista             | 153   | 34,00 / 100,00  | 0,31 |
|                         | Aliança Portugal               | 153   | 34,00 / 100,00  | 8,95 |
|                         | Coligação Democrática Unitária | 37    | 8,22 / 100,00   | 1,36 |
|                         | Partido da Terra               | 25    | 5,56 / 100,00   | 5,56 |
|                         | Bloco de Esquerda              | 13    | 2,89 / 100,00   | 3,78 |
|                         | Portugal pro Vida              | 7     | 1,56 / 100,00   | Novo |
|                         | LIVRE/Tempo de Avançar         | 5     | 1,11 / 100,00   | Novo |
|                         | Outros                         | 19    | 4,23 / 100,00   |      |
| Votos Inválidos         | Votos Inválidos                | 38    | 8,44 / 100,00   | 3,93 |
| Total                   | Total                          | 450   | 100,00 / 100,00 |      |
| Eleitorado/Participação | Eleitorado/Participação        | 1 153 | 39,03 / 100,00  | 5,01 |

#### Esporões
| Partido                 | Partido                        | Votos | %               | +/-   |
| ----------------------- | ------------------------------ | ----- | --------------- | ----- |
|                         | Aliança Portugal               | 234   | 37,03 / 100,00  | 13,71 |
|                         | Partido Socialista             | 187   | 29,59 / 100,00  | 3,71  |
|                         | Coligação Democrática Unitária | 45    | 7,12 / 100,00   | 2,12  |
|                         | Bloco de Esquerda              | 34    | 5,38 / 100,00   | 1,83  |
|                         | Partido da Terra               | 27    | 4,27 / 100,00   | 3,98  |
|                         | PCTP/MRPP                      | 10    | 1,58 / 100,00   | 0,84  |
|                         | Partido da Nova Democracia     | 9     | 1,42 / 100,00   | -     |
|                         | LIVRE/Tempo de Avançar         | 8     | 1,27 / 100,00   | Novo  |
|                         | Portugal pro Vida              | 7     | 1,11 / 100,00   | Novo  |
|                         | Outros                         | 18    | 2,69 / 100,00   |       |
| Votos Inválidos         | Votos Inválidos                | 53    | 8,39 / 100,00   | 1,77  |
| Total                   | Total                          | 632   | 100,00 / 100,00 |       |
| Eleitorado/Participação | Eleitorado/Participação        | 1 562 | 40,46 / 100,00  | 1,59  |

#### Este
| Partido                 | Partido                        | Votos | %               |
| ----------------------- | ------------------------------ | ----- | --------------- |
|                         | Partido Socialista             | 444   | 32,91 / 100,00  |
|                         | Aliança Portugal               | 440   | 32,62 / 100,00  |
|                         | Coligação Democrática Unitária | 114   | 8,45 / 100,00   |
|                         | Partido da Terra               | 90    | 6,67 / 100,00   |
|                         | Bloco de Esquerda              | 55    | 4,08 / 100,00   |
|                         | PCTP/MRPP                      | 22    | 1,63 / 100,00   |
|                         | LIVRE/Tempo de Avançar         | 16    | 1,19 / 100,00   |
|                         | Partido Popular Monárquico     | 15    | 1,11 / 100,00   |
|                         | Partido Trabalhista Português  | 14    | 1,04 / 100,00   |
|                         | Outros                         | 33    | 2,44 / 100,00   |
| Votos Inválidos         | Votos Inválidos                | 106   | 7,86 / 100,00   |
| Total                   | Total                          | 1 349 | 100,00 / 100,00 |
| Eleitorado/Participação | Eleitorado/Participação        | 3 572 | 37,77 / 100,00  |

#### Ferreiros e Gondizalves
| Partido                 | Partido                        | Votos | %               |
| ----------------------- | ------------------------------ | ----- | --------------- |
|                         | Partido Socialista             | 931   | 32,66 / 100,00  |
|                         | Aliança Portugal               | 776   | 27,22 / 100,00  |
|                         | Coligação Democrática Unitária | 344   | 12,07 / 100,00  |
|                         | Partido da Terra               | 218   | 7,65 / 100,00   |
|                         | Bloco de Esquerda              | 128   | 4,49 / 100,00   |
|                         | PCTP/MRPP                      | 61    | 2,14 / 100,00   |
|                         | LIVRE/Tempo de Avançar         | 58    | 2,03 / 100,00   |
|                         | Outros                         | 112   | 3,94 / 100,00   |
| Votos Inválidos         | Votos Inválidos                | 223   | 7,82 / 100,00   |
| Total                   | Total                          | 2 851 | 100,00 / 100,00 |
| Eleitorado/Participação | Eleitorado/Participação        | 7 938 | 35,92 / 100,00  |

#### Figueiredo
| Partido                 | Partido                        | Votos | %               | +/-  |
| ----------------------- | ------------------------------ | ----- | --------------- | ---- |
|                         | Aliança Portugal               | 177   | 38,73 / 100,00  | 8,20 |
|                         | Partido Socialista             | 166   | 36,32 / 100,00  | 6,63 |
|                         | Partido da Terra               | 27    | 5,91 / 100,00   | 5,34 |
|                         | Coligação Democrática Unitária | 18    | 3,94 / 100,00   | 3,34 |
|                         | Bloco de Esquerda              | 12    | 2,63 / 100,00   | 4,27 |
|                         | PCTP/MRPP                      | 10    | 2,19 / 100,00   | 1,04 |
|                         | Outros                         | 17    | 3,74 / 100,00   |      |
| Votos Inválidos         | Votos Inválidos                | 30    | 6,57 / 100,00   | 2,29 |
| Total                   | Total                          | 457   | 100,00 / 100,00 |      |
| Eleitorado/Participação | Eleitorado/Participação        | 1 080 | 42,31 / 100,00  | 4,63 |

#### Gualtar
| Partido                 | Partido                        | Votos | %               | +/-  |
| ----------------------- | ------------------------------ | ----- | --------------- | ---- |
|                         | Partido Socialista             | 624   | 32,23 / 100,00  | 4,58 |
|                         | Aliança Portugal               | 591   | 30,53 / 100,00  | 8,43 |
|                         | Coligação Democrática Unitária | 174   | 8,99 / 100,00   | 0,30 |
|                         | Partido da Terra               | 160   | 8,26 / 100,00   | 7,84 |
|                         | Bloco de Esquerda              | 81    | 4,18 / 100,00   | 9,94 |
|                         | LIVRE/Tempo de Avançar         | 57    | 2,94 / 100,00   | Novo |
|                         | PCTP/MRPP                      | 24    | 1,24 / 100,00   | 0,02 |
|                         | Outros                         | 80    | 4,14 / 100,00   |      |
| Votos Inválidos         | Votos Inválidos                | 145   | 7,49 / 100,00   | 2,77 |
| Total                   | Total                          | 1 936 | 100,00 / 100,00 |      |
| Eleitorado/Participação | Eleitorado/Participação        | 4 574 | 42,33 / 100,00  | 8,30 |

#### Guisande e Oliveira São Pedro
| Partido                 | Partido                               | Votos | %               |
| ----------------------- | ------------------------------------- | ----- | --------------- |
|                         | Aliança Portugal                      | 139   | 32,94 / 100,00  |
|                         | Partido Socialista                    | 127   | 30,09 / 100,00  |
|                         | Partido da Terra                      | 35    | 8,29 / 100,00   |
|                         | Coligação Democrática Unitária        | 31    | 7,35 / 100,00   |
|                         | Bloco de Esquerda                     | 17    | 4,03 / 100,00   |
|                         | LIVRE/Tempo de Avançar                | 17    | 4,03 / 100,00   |
|                         | Partido pelos Animais e pela Natureza | 9     | 2,13 / 100,00   |
|                         | PCTP/MRPP                             | 8     | 1,90 / 100,00   |
|                         | Outros                                | 15    | 2,61 / 100,00   |
| Votos Inválidos         | Votos Inválidos                       | 24    | 5,69 / 100,00   |
| Total                   | Total                                 | 422   | 100,00 / 100,00 |
| Eleitorado/Participação | Eleitorado/Participação               | 900   | 46,89 / 100,00  |

#### Lamas
| Partido                 | Partido                        | Votos | %               | +/-   |
| ----------------------- | ------------------------------ | ----- | --------------- | ----- |
|                         | Aliança Portugal               | 128   | 41,16 / 100,00  | 11,49 |
|                         | Partido Socialista             | 89    | 28,62 / 100,00  | 1,21  |
|                         | Coligação Democrática Unitária | 21    | 6,75 / 100,00   | 2,08  |
|                         | Partido da Terra               | 21    | 6,75 / 100,00   | 6,75  |
|                         | Bloco de Esquerda              | 6     | 1,93 / 100,00   | 4,92  |
|                         | Outros                         | 17    | 5,44 / 100,00   |       |
| Votos Inválidos         | Votos Inválidos                | 29    | 9,33 / 100,00   | 4,35  |
| Total                   | Total                          | 311   | 100,00 / 100,00 |       |
| Eleitorado/Participação | Eleitorado/Participação        | 677   | 45,94 / 100,00  | 7,29  |

#### Lomar e Arcos
| Partido                 | Partido                        | Votos | %               |
| ----------------------- | ------------------------------ | ----- | --------------- |
|                         | Partido Socialista             | 666   | 32,17 / 100,00  |
|                         | Aliança Portugal               | 602   | 29,08 / 100,00  |
|                         | Coligação Democrática Unitária | 242   | 11,69 / 100,00  |
|                         | Partido da Terra               | 167   | 8,07 / 100,00   |
|                         | Bloco de Esquerda              | 90    | 4,35 / 100,00   |
|                         | PCTP/MRPP                      | 38    | 1,84 / 100,00   |
|                         | LIVRE/Tempo de Avançar         | 31    | 1,50 / 100,00   |
|                         | Outros                         | 81    | 3,92 / 100,00   |
| Votos Inválidos         | Votos Inválidos                | 153   | 7,39 / 100,00   |
| Total                   | Total                          | 2 070 | 100,00 / 100,00 |
| Eleitorado/Participação | Eleitorado/Participação        | 5 741 | 36,06 / 100,00  |

#### Merelim São Paio, Panoias e Parada de Tibães
| Partido                 | Partido                               | Votos | %               |
| ----------------------- | ------------------------------------- | ----- | --------------- |
|                         | Partido Socialista                    | 505   | 32,10 / 100,00  |
|                         | Aliança Portugal                      | 363   | 23,08 / 100,00  |
|                         | Coligação Democrática Unitária        | 300   | 19,07 / 100,00  |
|                         | Partido da Terra                      | 98    | 6,23 / 100,00   |
|                         | Bloco de Esquerda                     | 52    | 3,31 / 100,00   |
|                         | PCTP/MRPP                             | 36    | 2,29 / 100,00   |
|                         | LIVRE/Tempo de Avançar                | 29    | 1,84 / 100,00   |
|                         | Partido pelos Animais e pela Natureza | 22    | 1,40 / 100,00   |
|                         | Outros                                | 45    | 2,87 / 100,00   |
| Votos Inválidos         | Votos Inválidos                       | 123   | 7,82 / 100,00   |
| Total                   | Total                                 | 1 573 | 100,00 / 100,00 |
| Eleitorado/Participação | Eleitorado/Participação               | 4 361 | 36,07 / 100,00  |

#### Merelim São Pedro e Frossos
| Partido                 | Partido                               | Votos | %               |
| ----------------------- | ------------------------------------- | ----- | --------------- |
|                         | Partido Socialista                    | 446   | 30,89 / 100,00  |
|                         | Aliança Portugal                      | 386   | 26,73 / 100,00  |
|                         | Coligação Democrática Unitária        | 165   | 11,43 / 100,00  |
|                         | Partido da Terra                      | 128   | 8,86 / 100,00   |
|                         | Bloco de Esquerda                     | 71    | 4,92 / 100,00   |
|                         | PCTP/MRPP                             | 26    | 1,80 / 100,00   |
|                         | Partido pelos Animais e pela Natureza | 20    | 1,39 / 100,00   |
|                         | LIVRE/Tempo de Avançar                | 18    | 1,25 / 100,00   |
|                         | Outros                                | 44    | 3,06 / 100,00   |
| Votos Inválidos         | Votos Inválidos                       | 140   | 9,70 / 100,00   |
| Total                   | Total                                 | 1 444 | 100,00 / 100,00 |
| Eleitorado/Participação | Eleitorado/Participação               | 3 629 | 39,79 / 100,00  |

#### Mire de Tibães
| Partido                 | Partido                        | Votos | %               | +/-     |
| ----------------------- | ------------------------------ | ----- | --------------- | ------- |
|                         | Partido Socialista             | 290   | 35,41 / 100,00  | Estável |
|                         | Aliança Portugal               | 229   | 27,96 / 100,00  | 7,66    |
|                         | Coligação Democrática Unitária | 87    | 10,62 / 100,00  | 0,23    |
|                         | Partido da Terra               | 55    | 6,72 / 100,00   | 6,09    |
|                         | Bloco de Esquerda              | 37    | 4,52 / 100,00   | 4,44    |
|                         | PCTP/MRPP                      | 17    | 2,08 / 100,00   | 0,60    |
|                         | Partido da Nova Democracia     | 15    | 1,83 / 100,00   | -       |
|                         | LIVRE/Tempo de Avançar         | 12    | 1,47 / 100,00   | Novo    |
|                         | Outros                         | 26    | 3,17 / 100,00   |         |
| Votos Inválidos         | Votos Inválidos                | 51    | 6,23 / 100,00   | 1,80    |
| Total                   | Total                          | 819   | 100,00 / 100,00 |         |
| Eleitorado/Participação | Eleitorado/Participação        | 2 213 | 37,01 / 100,00  | 6,52    |

#### Morreira e Trandeiras
| Partido                 | Partido                        | Votos | %               |
| ----------------------- | ------------------------------ | ----- | --------------- |
|                         | Aliança Portugal               | 247   | 41,37 / 100,00  |
|                         | Partido Socialista             | 172   | 28,81 / 100,00  |
|                         | Partido da Terra               | 44    | 7,37 / 100,00   |
|                         | Coligação Democrática Unitária | 29    | 4,86 / 100,00   |
|                         | Bloco de Esquerda              | 18    | 3,02 / 100,00   |
|                         | LIVRE/Tempo de Avançar         | 8     | 1,34 / 100,00   |
|                         | PCTP/MRPP                      | 8     | 1,34 / 100,00   |
|                         | Partido da Nova Democracia     | 7     | 1,17 / 100,00   |
|                         | Outros                         | 18    | 3,01 / 100,00   |
| Votos Inválidos         | Votos Inválidos                | 46    | 7,70 / 100,00   |
| Total                   | Total                          | 597   | 100,00 / 100,00 |
| Eleitorado/Participação | Eleitorado/Participação        | 1 317 | 45,33 / 100,00  |

#### Nogueira, Fraião e Lamaçães
| Partido                 | Partido                               | Votos  | %               |
| ----------------------- | ------------------------------------- | ------ | --------------- |
|                         | Aliança Portugal                      | 1 539  | 31,65 / 100,00  |
|                         | Partido Socialista                    | 1 226  | 25,21 / 100,00  |
|                         | Coligação Democrática Unitária        | 501    | 10,30 / 100,00  |
|                         | Partido da Terra                      | 469    | 9,64 / 100,00   |
|                         | Bloco de Esquerda                     | 281    | 5,78 / 100,00   |
|                         | LIVRE/Tempo de Avançar                | 140    | 2,88 / 100,00   |
|                         | PCTP/MRPP                             | 73     | 1,50 / 100,00   |
|                         | Partido pelos Animais e pela Natureza | 65     | 1,34 / 100,00   |
|                         | Outros                                | 142    | 2,90 / 100,00   |
| Votos Inválidos         | Votos Inválidos                       | 427    | 8,78 / 100,00   |
| Total                   | Total                                 | 4 863  | 100,00 / 100,00 |
| Eleitorado/Participação | Eleitorado/Participação               | 11 981 | 40,59 / 100,00  |

#### Nogueiró e Tenões
| Partido                 | Partido                               | Votos | %               |
| ----------------------- | ------------------------------------- | ----- | --------------- |
|                         | Aliança Portugal                      | 340   | 30,41 / 100,00  |
|                         | Partido Socialista                    | 320   | 28,62 / 100,00  |
|                         | Coligação Democrática Unitária        | 134   | 11,99 / 100,00  |
|                         | Partido da Terra                      | 114   | 10,20 / 100,00  |
|                         | Bloco de Esquerda                     | 52    | 4,65 / 100,00   |
|                         | LIVRE/Tempo de Avançar                | 48    | 4,29 / 100,00   |
|                         | Partido pelos Animais e pela Natureza | 14    | 1,25 / 100,00   |
|                         | Outros                                | 42    | 3,77 / 100,00   |
| Votos Inválidos         | Votos Inválidos                       | 54    | 4,73 / 100,00   |
| Total                   | Total                                 | 1 118 | 100,00 / 100,00 |
| Eleitorado/Participação | Eleitorado/Participação               | 4 082 | 27,39 / 100,00  |

#### Padim da Graça
| Partido                 | Partido                               | Votos | %               | +/-  |
| ----------------------- | ------------------------------------- | ----- | --------------- | ---- |
|                         | Partido Socialista                    | 246   | 40,07 / 100,00  | 0,16 |
|                         | Aliança Portugal                      | 196   | 31,92 / 100,00  | 3,58 |
|                         | Coligação Democrática Unitária        | 64    | 10,42 / 100,00  | 2,32 |
|                         | Partido da Terra                      | 31    | 5,05 / 100,00   | 4,47 |
|                         | Bloco de Esquerda                     | 15    | 2,44 / 100,00   | 2,19 |
|                         | PCTP/MRPP                             | 9     | 1,47 / 100,00   | 0,60 |
|                         | Partido da Nova Democracia            | 8     | 1,30 / 100,00   | -    |
|                         | Partido pelos Animais e pela Natureza | 7     | 1,14 / 100,00   | Novo |
|                         | Outros                                | 17    | 2,75 / 100,00   |      |
| Votos Inválidos         | Votos Inválidos                       | 21    | 3,42 / 100,00   | 0,92 |
| Total                   | Total                                 | 614   | 100,00 / 100,00 |      |
| Eleitorado/Participação | Eleitorado/Participação               | 1 524 | 40,29 / 100,00  | 5,26 |

#### Palmeira
| Partido                 | Partido                               | Votos | %               | +/-   |
| ----------------------- | ------------------------------------- | ----- | --------------- | ----- |
|                         | Partido Socialista                    | 569   | 31,40 / 100,00  | 1,05  |
|                         | Aliança Portugal                      | 536   | 29,58 / 100,00  | 11,37 |
|                         | Coligação Democrática Unitária        | 169   | 9,33 / 100,00   | 0,78  |
|                         | Partido da Terra                      | 154   | 8,50 / 100,00   | 8,19  |
|                         | Bloco de Esquerda                     | 80    | 4,42 / 100,00   | 5,94  |
|                         | LIVRE/Tempo de Avançar                | 39    | 2,15 / 100,00   | Novo  |
|                         | PCTP/MRPP                             | 38    | 2,10 / 100,00   | 1,28  |
|                         | Partido da Nova Democracia            | 25    | 1,38 / 100,00   | -     |
|                         | Partido pelos Animais e pela Natureza | 24    | 1,32 / 100,00   | Novo  |
|                         | Outros                                | 43    | 2,39 / 100,00   |       |
| Votos Inválidos         | Votos Inválidos                       | 135   | 6,45 / 100,00   | 0,63  |
| Total                   | Total                                 | 1 812 | 100,00 / 100,00 |       |
| Eleitorado/Participação | Eleitorado/Participação               | 4 985 | 36,35 / 100,00  | 3,74  |

#### Pedralva
| Partido                 | Partido                               | Votos | %               | +/-   |
| ----------------------- | ------------------------------------- | ----- | --------------- | ----- |
|                         | Aliança Portugal                      | 146   | 38,93 / 100,00  | 12,51 |
|                         | Partido Socialista                    | 131   | 34,93 / 100,00  | 4,90  |
|                         | Coligação Democrática Unitária        | 23    | 6,13 / 100,00   | 3,27  |
|                         | Partido da Nova Democracia            | 11    | 2,93 / 100,00   | -     |
|                         | Partido da Terra                      | 9     | 2,40 / 100,00   | 2,14  |
|                         | Bloco de Esquerda                     | 9     | 2,40 / 100,00   | 0,47  |
|                         | PCTP/MRPP                             | 7     | 1,87 / 100,00   | 1,61  |
|                         | LIVRE/Tempo de Avançar                | 6     | 1,60 / 100,00   | Novo  |
|                         | Partido pelos Animais e pela Natureza | 4     | 1,07 / 100,00   | Novo  |
|                         | Outros                                | 9     | 2,40 / 100,00   |       |
| Votos Inválidos         | Votos Inválidos                       | 20    | 5,33 / 100,00   | 2,71  |
| Total                   | Total                                 | 375   | 100,00 / 100,00 |       |
| Eleitorado/Participação | Eleitorado/Participação               | 1 145 | 32,75 / 100,00  | 0,44  |

#### Priscos
| Partido                 | Partido                               | Votos | %               | +/-   |
| ----------------------- | ------------------------------------- | ----- | --------------- | ----- |
|                         | Aliança Portugal                      | 203   | 41,60 / 100,00  | 17,09 |
|                         | Partido Socialista                    | 128   | 26,23 / 100,00  | 5,27  |
|                         | Coligação Democrática Unitária        | 32    | 6,56 / 100,00   | 0,37  |
|                         | Partido da Terra                      | 30    | 6,15 / 100,00   | 5,75  |
|                         | Bloco de Esquerda                     | 18    | 3,69 / 100,00   | 3,10  |
|                         | Portugal pro Vida                     | 9     | 1,84 / 100,00   | Novo  |
|                         | LIVRE/Tempo de Avançar                | 8     | 1,64 / 100,00   | Novo  |
|                         | Partido pelos Animais e pela Natureza | 7     | 1,43 / 100,00   | Novo  |
|                         | PCTP/MRPP                             | 7     | 1,43 / 100,00   | 0,83  |
|                         | Outros                                | 10    | 2,03 / 100,00   |       |
| Votos Inválidos         | Votos Inválidos                       | 36    | 7,38 / 100,00   | 2,99  |
| Total                   | Total                                 | 488   | 100,00 / 100,00 |       |
| Eleitorado/Participação | Eleitorado/Participação               | 1 211 | 40,30 / 100,00  | 1,14  |

#### Real, Dume e Semelhe
| Partido                 | Partido                               | Votos  | %               |
| ----------------------- | ------------------------------------- | ------ | --------------- |
|                         | Partido Socialista                    | 1 083  | 30,52 / 100,00  |
|                         | Aliança Portugal                      | 853    | 24,04 / 100,00  |
|                         | Coligação Democrática Unitária        | 516    | 14,54 / 100,00  |
|                         | Partido da Terra                      | 306    | 8,62 / 100,00   |
|                         | Bloco de Esquerda                     | 191    | 5,38 / 100,00   |
|                         | PCTP/MRPP                             | 94     | 2,65 / 100,00   |
|                         | LIVRE/Tempo de Avançar                | 70     | 1,97 / 100,00   |
|                         | Partido pelos Animais e pela Natureza | 64     | 1,80 / 100,00   |
|                         | Outros                                | 114    | 3,21 / 100,00   |
| Votos Inválidos         | Votos Inválidos                       | 257    | 7,24 / 100,00   |
| Total                   | Total                                 | 3 548  | 100,00 / 100,00 |
| Eleitorado/Participação | Eleitorado/Participação               | 10 018 | 35,42 / 100,00  |

#### Ruilhe
| Partido                 | Partido                               | Votos | %               | +/-   |
| ----------------------- | ------------------------------------- | ----- | --------------- | ----- |
|                         | Partido Socialista                    | 130   | 28,89 / 100,00  | 2,29  |
|                         | Aliança Portugal                      | 130   | 28,89 / 100,00  | 9,94  |
|                         | Partido da Terra                      | 56    | 12,44 / 100,00  | 12,25 |
|                         | Coligação Democrática Unitária        | 52    | 11,56 / 100,00  | 0,88  |
|                         | Partido pelos Animais e pela Natureza | 10    | 2,22 / 100,00   | Novo  |
|                         | Bloco de Esquerda                     | 9     | 2,00 / 100,00   | 6,93  |
|                         | LIVRE/Tempo de Avançar                | 6     | 1,33 / 100,00   | Novo  |
|                         | Partido Popular Monárquico            | 6     | 1,33 / 100,00   | 0,36  |
|                         | PCTP/MRPP                             | 5     | 1,11 / 100,00   | 0,83  |
|                         | Outros                                | 12    | 2,67 / 100,00   |       |
| Votos Inválidos         | Votos Inválidos                       | 34    | 7,56 / 100,00   | 1,95  |
| Total                   | Total                                 | 450   | 100,00 / 100,00 |       |
| Eleitorado/Participação | Eleitorado/Participação               | 1 084 | 41,51 / 100,00  | 4,60  |

#### Santa Lucrécia de Algeriz e Navarra
| Partido                 | Partido                          | Votos | %               |
| ----------------------- | -------------------------------- | ----- | --------------- |
|                         | Partido Socialista               | 136   | 36,66 / 100,00  |
|                         | Aliança Portugal                 | 95    | 25,61 / 100,00  |
|                         | Coligação Democrática Unitária   | 32    | 8,63 / 100,00   |
|                         | Partido da Terra                 | 22    | 5,93 / 100,00   |
|                         | Bloco de Esquerda                | 19    | 5,12 / 100,00   |
|                         | PCTP/MRPP                        | 9     | 2,43 / 100,00   |
|                         | LIVRE/Tempo de Avançar           | 8     | 2,16 / 100,00   |
|                         | Movimento Alternativa Socialista | 6     | 1,62 / 100,00   |
|                         | Outros                           | 9     | 2,43 / 100,00   |
| Votos Inválidos         | Votos Inválidos                  | 35    | 9,43 / 100,00   |
| Total                   | Total                            | 371   | 100,00 / 100,00 |
| Eleitorado/Participação | Eleitorado/Participação          | 935   | 39,68 / 100,00  |

#### Sequeira
| Partido                 | Partido                               | Votos | %               | +/-  |
| ----------------------- | ------------------------------------- | ----- | --------------- | ---- |
|                         | Aliança Portugal                      | 252   | 34,38 / 100,00  | 7,13 |
|                         | Partido Socialista                    | 221   | 30,15 / 100,00  | 0,73 |
|                         | Coligação Democrática Unitária        | 64    | 8,73 / 100,00   | 1,77 |
|                         | Partido da Terra                      | 49    | 6,68 / 100,00   | 6,11 |
|                         | Bloco de Esquerda                     | 29    | 3,96 / 100,00   | 6,19 |
|                         | LIVRE/Tempo de Avançar                | 14    | 1,91 / 100,00   | Novo |
|                         | PCTP/MRPP                             | 12    | 1,64 / 100,00   | 0,18 |
|                         | Partido pelos Animais e pela Natureza | 10    | 1,36 / 100,00   | Novo |
|                         | Outros                                | 25    | 3,41 / 100,00   |      |
| Votos Inválidos         | Votos Inválidos                       | 57    | 7,78 / 100,00   | 1,05 |
| Total                   | Total                                 | 733   | 100,00 / 100,00 |      |
| Eleitorado/Participação | Eleitorado/Participação               | 1 777 | 41,25 / 100,00  | 3,43 |

#### Sobreposta
| Partido                 | Partido                        | Votos | %               | +/-   |
| ----------------------- | ------------------------------ | ----- | --------------- | ----- |
|                         | Aliança Portugal               | 174   | 44,27 / 100,00  | 12,78 |
|                         | Partido Socialista             | 99    | 25,19 / 100,00  | 3,38  |
|                         | Partido da Terra               | 35    | 8,91 / 100,00   | 8,25  |
|                         | Coligação Democrática Unitária | 25    | 6,36 / 100,00   | 0,25  |
|                         | Bloco de Esquerda              | 10    | 2,54 / 100,00   | 2,75  |
|                         | LIVRE/Tempo de Avançar         | 7     | 1,78 / 100,00   | Novo  |
|                         | Partido da Nova Democracia     | 6     | 1,53 / 100,00   | -     |
|                         | Partido Trabalhista Português  | 4     | 1,02 / 100,00   | Novo  |
|                         | Outros                         | 7     | 1,77 / 100,00   |       |
| Votos Inválidos         | Votos Inválidos                | 26    | 6,62 / 100,00   | 0,90  |
| Total                   | Total                          | 393   | 100,00 / 100,00 |       |
| Eleitorado/Participação | Eleitorado/Participação        | 1 219 | 32,24 / 100,00  | 7,69  |

#### Tadim
| Partido                 | Partido                               | Votos | %               | +/-  |
| ----------------------- | ------------------------------------- | ----- | --------------- | ---- |
|                         | Partido Socialista                    | 151   | 37,19 / 100,00  | 6,84 |
|                         | Aliança Portugal                      | 101   | 24,88 / 100,00  | 9,27 |
|                         | Coligação Democrática Unitária        | 41    | 10,10 / 100,00  | 0,34 |
|                         | Partido da Terra                      | 21    | 5,17 / 100,00   | 5,17 |
|                         | Bloco de Esquerda                     | 18    | 4,43 / 100,00   | 9,39 |
|                         | LIVRE/Tempo de Avançar                | 8     | 1,97 / 100,00   | Novo |
|                         | PCTP/MRPP                             | 7     | 1,72 / 100,00   | 0,72 |
|                         | Partido pelos Animais e pela Natureza | 5     | 1,23 / 100,00   | Novo |
|                         | Outros                                | 11    | 2,71 / 100,00   |      |
| Votos Inválidos         | Votos Inválidos                       | 43    | 10,59 / 100,00  | 4,09 |
| Total                   | Total                                 | 406   | 100,00 / 100,00 |      |
| Eleitorado/Participação | Eleitorado/Participação               | 978   | 41,51 / 100,00  | 0,19 |

#### Tebosa
| Partido                 | Partido                               | Votos | %               | +/-  |
| ----------------------- | ------------------------------------- | ----- | --------------- | ---- |
|                         | Partido Socialista                    | 155   | 38,08 / 100,00  | 2,68 |
|                         | Aliança Portugal                      | 130   | 31,94 / 100,00  | 8,06 |
|                         | Coligação Democrática Unitária        | 38    | 9,34 / 100,00   | 3,52 |
|                         | Partido da Terra                      | 32    | 7,86 / 100,00   | 7,35 |
|                         | Bloco de Esquerda                     | 7     | 1,72 / 100,00   | 3,60 |
|                         | Partido da Nova Democracia            | 6     | 1,47 / 100,00   | -    |
|                         | Partido pelos Animais e pela Natureza | 5     | 1,23 / 100,00   | Novo |
|                         | Outros                                | 11    | 2,72 / 100,00   |      |
| Votos Inválidos         | Votos Inválidos                       | 23    | 5,65 / 100,00   | 1,10 |
| Total                   | Total                                 | 407   | 100,00 / 100,00 |      |
| Eleitorado/Participação | Eleitorado/Participação               | 962   | 42,31 / 100,00  | 0,95 |

#### Vilaça e Fradelos
| Partido                 | Partido                        | Votos | %               |
| ----------------------- | ------------------------------ | ----- | --------------- |
|                         | Aliança Portugal               | 251   | 38,56 / 100,00  |
|                         | Partido Socialista             | 211   | 32,41 / 100,00  |
|                         | Coligação Democrática Unitária | 38    | 5,84 / 100,00   |
|                         | Partido da Terra               | 35    | 5,38 / 100,00   |
|                         | Bloco de Esquerda              | 20    | 3,07 / 100,00   |
|                         | LIVRE/Tempo de Avançar         | 13    | 2,00 / 100,00   |
|                         | PCTP/MRPP                      | 10    | 1,54 / 100,00   |
|                         | Outros                         | 22    | 2,83 / 100,00   |
| Votos Inválidos         | Votos Inválidos                | 51    | 7,83 / 100,00   |
| Total                   | Total                          | 651   | 100,00 / 100,00 |
| Eleitorado/Participação | Eleitorado/Participação        | 1 470 | 44,29 / 100,00  |